# Robert William Rankin

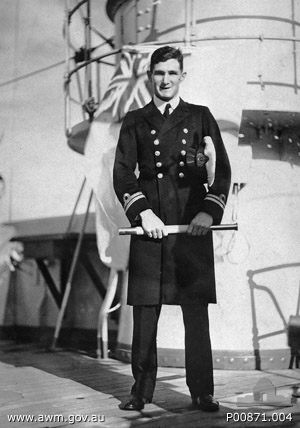
Robert William Rankin

Robert William Rankin (* 3. Juni 1907 in Cobar, New South Wales; † 4. März 1942 vor Java) war ein Marineoffizier der Königlich Australischen Marine im Zweiten Weltkrieg.

## Leben
Robert William Rankin war das zweite der drei Kinder von Francis John Rankin und seiner Frau Florence May, geborene Harvey. Er besuchte eine öffentliche Grundschule und begann seine militärische Ausbildung 1921 an der Königlich Australischen Marineakademie im Bundesterritorium Jervis Bay. Neben seinen schulischen Aktivitäten spielte der junge Kadett unter dem Spitznamen Oscar erfolgreich Rugby. Er schloss seine Ausbildung 1924 mit Auszeichnungen in den Fächern Ingenieurwissenschaften und Mathematik ab. Inzwischen zum Midshipman (Seekadett) befördert, begann er seinen aktiven Dienst auf den Leichten Kreuzern Brisbane und Melbourne.
Zwischen 1926 und 1928 diente Rankin in Großbritannien bei der Royal Navy, um seine Ausbildung zu vertiefen. 1927 besuchte er den Offiziersanwärterkurs auf dem Royal Naval College in Greenwich (London). Er gehörte zu den sechs Absolventen seines Jahrganges, deren Abschlussarbeit von der Admiralität ausgezeichnet wurden. Nach einer weiteren Ausbildung in Portsmouth wurde Rankin 1928 auf den neu in Dienst gestellten Schweren Kreuzer Canberra kommandiert. Robert Rankin kehrte auf dem Neubau der Australischen Marine in die Heimat zurück, wo er im August 1929 zum Lieutenant (Kapitänleutnant) befördert wurde.
Der begabte und wissenschaftlich interessierte junge Offizier entschied, sich in der Hydrologie zu spezialisieren, und wechselte auf das Forschungsschiff Moresby. Abgesehen von mehreren längeren Landaufenthalten arbeitete Rankin bis Februar 1938 auf dem Schiff an der Kartografierung von Seegebieten um Australien und Neuguinea. Im August 1937 erreichte der junge Offizier den Rang eines Lieutenant Commander (Korvettenkapitän). Seine Untergebenen beschrieben ihn als leidenschaftlich und hart arbeitenden Offizier, kritisierten aber seine Führungsschwäche.
Robert William Rankin heiratete am 4. Oktober 1937 die 25-jährige Krankenschwester Mary Glennie Broughton. Die Eheleute bekamen später eine Tochter.
Im März des folgenden Jahres ging Rankin im Rahmen eines Austauschprogrammes erneut nach England zur Home Fleet und diente auf dem als Vermessungsschiff eingesetzten Minensucher HMS Gleaner. Infolge des Ausbruches des Zweiten Weltkrieges wurde der australische Offizier nach einem Weiterbildungskurs auf der Fregatte HMS Dryad im Dezember 1939 auf das Reparaturschiff HMS Rescue kommandiert, wo er die Funktion des ersten Offiziers erfüllte. Das Hilfsschiff wurde sowohl im Mittelmeer als auch im Südatlantik eingesetzt. Rankin erhielt für seine Arbeit als Führungsoffizier eine eher mittelmäßige Beurteilung und kehrte im September 1941 nach Australien zurück.

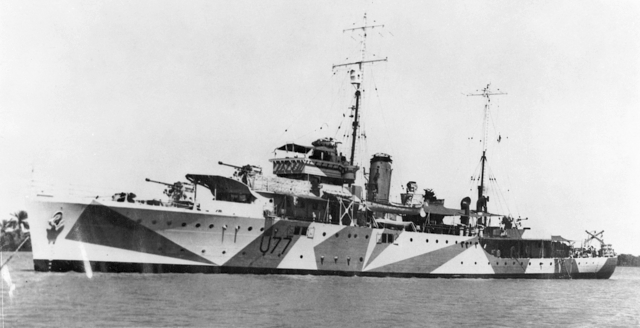
HMAS Yarra

In den folgenden Monaten nahm Rankin an Forschungs- und Erkundungsmissionen teil. Nach Ausbruch des Pazifikkrieges wurde er auf die Sloop HMAS Yarra versetzt, wo er als Nachfolger des bisherigen Kommandanten Sir Hasting Harrington vorgesehen war. Einer der ersten Kampfeinsätze führte das Kriegsschiff vor das belagerte Singapur, wohin der letzte alliierte Nachschubkonvoi eskortiert wurde. Am 5. Februar 1942 griffen japanische Flugzeuge den Konvoi wiederholt an, wobei der vollbeladene Truppentransporter Empress of Asia in Brand geriet und aufgegeben werden musste. Die australische Sloop konnte 1804 Mann retten. Rankin wurde für seinen Einsatz bei der Organisation der Rettungsaktion vom bisherigen Kommandanten belobigt.
Robert William Rankin erhielt am 11. Februar das Kommando über die Yarra. Nach der verlorenen Schlacht in der Javasee wurde das kleine Kriegsschiff mit der Eskorte eines Konvois von Batavia nach Tjilatjap beauftragt. Da auch dieser Hafen kurz vor der Besetzung durch die Japaner stand, lief der Geleitzug mit dem Ziel Fremantle in Western Australia weiter. In den Morgenstunden des 4. März wurde der Verband von weit überlegenen japanischen Einheiten gestellt. Um das Feuer der japanischen schweren Kreuzer und Zerstörer von dem Konvoi abzulenken, setzte Rankin sein Schiff zwischen die Angreifer und den Konvoi, ließ einen Nebelvorhang legen und eröffnete das Gefecht mit einem Artillerieangriff. Der Konvoi konnte trotz der Verzweiflungstat nicht entkommen und wurde von den Japanern versenkt.
Nachdem die Yarra mehrmals getroffen worden war, befahl Robert Rankin die Selbstversenkung und das Ausbooten der Besatzung. Kurz danach erhielt die Brücke einen Volltreffer, der den Kapitän tötete. Von den 151 Mann der Besatzung wurden lediglich 13 gerettet.

## Ehrungen
Die Australische Marine benannte das sechste und letzte U-Boot der Collins-Klasse nach Robert William Rankin. Die HMAS Rankin lief 2001 vom Stapel und wurde am 29. März 2003 in Dienst gestellt.